# Берёзовка (приток Выга)
Берёзовка — река в России, протекает по территории Чёлмужского сельского поселения Медвежьегорского района Республики Карелии. Длина реки — 17 км, площадь водосборного бассейна — 89,1 км².
Река берёт начало из Педозера на высоте 179 м над уровнем моря.
Течёт преимущественно в северо-восточном направлении по заболоченной местности.
Река в общей сложности имеет 10 притоков суммарной длиной 26 км.
Втекает по левому берегу в реку Выг.
Населённые пункты на реке отсутствуют.
Код объекта в государственном водном реестре — 02020001212102000005394.